# Bang của Thụy Sĩ
Thụy Sĩ là một quốc gia liên bang ở châu Âu. Có 26 bang ở Thụy Sĩ. Các ngôn ngữ ở Thụy Sĩ gọi bang là Kanton (tiếng Đức), Canton (tiếng Pháp), Catone (tiếng Ý), Chantun (tiếng Romansh), đúng nghĩa ra là tổng. Cách gọi này có từ thế kỷ XVI, khi liên bang Thụy Sĩ được thành lập và duy trì đến nay. Mỗi bang như một quốc gia có chủ quyền, có quân đội và đơn vị tiền tệ riêng cho đến khi quốc gia liên bang Thụy Sĩ được thành lập vào năm 1848.
Lúc thành lập liên bang, Thụy Sĩ có 13 bang. Về sau có sự chia tách và xuất hiện bang mới. Bang mới được thành lập gần đây nhất vào năm 1979 là bang Jura.
Các bang của Thụy Sĩ hiện nay có quyền tự trị rất cao. Mỗi bang có một hiến pháp riêng, một chính phủ riêng và có tòa án riêng. Các bang đều có cơ quan lập pháp đơn viện. Tùy theo mỗi bang, số lượng nghị viên có thể từ 58 đến 200 vị. Tùy theo dân số và diện tích mà chức năng hành chính phân cấp cho mỗi bang một khác.
Mỗi một bang được chia ra làm nhiều huyện. Huyện là một đơn vị hành chính giữa Bang và Xã. Thường thì huyện được gọi là
Bezirk, một số bang khác còn gọi là Verwaltungsregion, Verwaltungskreis, Wahlkreis, Amtei hay Amt, vùng nói tiếng Pháp district, vùng nói tiếng Ý distretto, vùng nói tiếng Romansh districts. Người đứng đầu của cơ quan huyện gọi là Bezirksammann, Bezirksamtmann, Statthalter hay Regierungsstatthalter.

Có 12 bang không có đơn vị hành chính huyện.

## Danh sách các bang
| Cờ                             | Viết tắt | Bang                   | Năm  | Thủ phủ                 | Dân số  | Diện tích | Mật độ dân số | Số xã | Ngôn ngữ chính thức |
| ------------------------------ | -------- | ---------------------- | ---- | ----------------------- | ------- | --------- | ------------- | ----- | ------------------- |
| Flag of Aargau                 | AG       | Aargau                 | 1803 | Aarau                   | 550900  | 1404      | 388           | 232   | Đức                 |
| Flag of Appenzell Ausserrhoden | AR       | Appenzell Ausserrhoden | 1513 | Herisau / Trogen4       | 53200   | 243       | 220           | 20    | Đức                 |
| Flag of Appenzell Innerrhoden  | AI       | Appenzell Innerrhoden  | 1513 | Appenzell               | 15000   | 173       | 87            | 6     | Đức                 |
| Flag of Basel-Country          | BL       | Basel-Landschaft       | 1501 | Liestal                 | 261400  | 518       | 502           | 86    | Đức                 |
| Flag of Basel-City             | BS       | Basel-Stadt            | 1501 | Basel                   | 186700  | 37        | 5072          | 3     | Đức                 |
| Flag of Bern                   | BE       | Bern                   | 1353 | Bern                    | 947100  | 5959      | 158           | 399   | Đức, Pháp           |
| Flag of Fribourg               | FR       | Fribourg               | 1481 | Fribourg                | 239100  | 1671      | 141           | 242   | Pháp, Đức           |
| Flag of Geneva                 | GE       | Genève                 | 1815 | Genève                  | 414300  | 282       | 1442          | 45    | Pháp                |
| Flag of Glarus                 | GL       | Glarus                 | 1352 | Glarus                  | 38300   | 685       | 51            | 28    | Đức                 |
| Flag of Graubünden             | GR       | Graubünden             | 1803 | Chur                    | 185700  | 7105      | 26            | 211   | Đức, Romansh, Ý     |
| Flag of Jura                   | JU       | Jura                   | 1979 | Delémont                | 69100   | 838       | 82            | 83    | Pháp                |
| Flag of Lucerne                | LU       | Luzern                 | 1332 | Luzern                  | 350600  | 1493      | 233           | 107   | Đức                 |
| Flag of Neuchâtel              | NE       | Neuchâtel              | 1815 | Neuchâtel               | 166500  | 803       | 206           | 62    | Pháp                |
| Flag of Nidwalden              | NW       | Nidwalden              | 1291 | Stans                   | 38600   | 276       | 138           | 11    | Đức                 |
| Flag of Obwalden               | OW       | Obwalden               | 1291 | Sarnen                  | 32700   | 491       | 66            | 7     | Đức                 |
| Flag of St. Gallen             | SG       | Sankt Gallen           | 1803 | St. Gallen              | 452600  | 2026      | 222           | 90    | Đức                 |
| Flag of Schaffhausen           | SH       | Schaffhausen           | 1501 | Schaffhausen            | 73400   | 298       | 246           | 34    | Đức                 |
| Flag of Schwyz                 | SZ       | Schwyz                 | 1291 | Schwyz                  | 131400  | 908       | 143           | 30    | Đức                 |
| Flag of Solothurn              | SO       | Solothurn              | 1481 | Solothurn               | 245500  | 791       | 308           | 126   | Đức                 |
| Flag of Thurgau                | TG       | Thurgau                | 1803 | Frauenfeld / Weinfelden | 228200  | 991       | 229           | 80    | Đức                 |
| Flag of Ticino                 | TI       | Ticino                 | 1803 | Bellinzona              | 311900  | 2812      | 110           | 244   | Ý                   |
| Flag of Uri                    | UR       | Uri                    | 1291 | Altdorf                 | 35000   | 1077      | 33            | 20    | Đức                 |
| Flag of Valais                 | VS       | Valais                 | 1815 | Sion                    | 278200  | 5224      | 53            | 160   | Pháp, Đức           |
| Flag of Vaud                   | VD       | Vaud                   | 1803 | Lausanne                | 626200  | 3212      | 188           | 382   | Pháp                |
| Flag of Zug                    | ZG       | Zug                    | 1352 | Zug                     | 100900  | 239       | 416           | 11    | Đức                 |
| Flag of Zürich                 | ZH       | Zürich                 | 1351 | Zürich                  | 1228600 | 1729      | 701           | 171   | Đức                 |